# Salem, Nebraska
Salem är en ort i Richardson County i delstaten Nebraska, USA.